# 2010-ті в Полтавській області
2010-ті у Полтавській області — період соціально-економічних змін, розвитку інфраструктури, агропромислового комплексу та зростання культурного значення регіону. Полтавщина продовжувала відігравати важливу роль у житті України завдяки багатим ресурсам, історичній спадщині та активній участі в ключових подіях країни.

## Політичні події

### Початок десятиліття
На початку 2010-х років Полтавська область залишалася стабільним регіоном з акцентом на агропромисловий сектор і енергетичний видобуток. Політична активність громадян зростала, особливо під час виборчих кампаній.

### Революція Гідності та наслідки
У 2013-2014 роках Революція Гідності знайшла відгук серед мешканців Полтавщини. У регіоні проводилися численні мітинги, що підтримували європейський курс України. Після подій Революції область зіткнулася з проблемами, пов’язаними з переселенцями із зони бойових дій.
Полтавщина також активно долучилася до волонтерського руху, надаючи допомогу військовим та внутрішньо переміщеним особам.

## Економічний розвиток

### Агропромисловий комплекс
Полтавська область залишалася одним із провідних аграрних регіонів України. Основними напрямами були:
- Вирощування зернових культур, таких як пшениця, кукурудза та соняшник;
- Розвиток тваринництва, включаючи виробництво молока та м’яса.

Зростання експорту сільськогосподарської продукції сприяло залученню іноземних інвестицій. Відкривалися нові елеватори, зернові термінали та переробні підприємства.

### Нафтогазовидобування
Полтавщина залишалася одним із ключових регіонів для видобутку нафти і газу в Україні. Компанії, такі як Укргазвидобування та Полтавагаз, вкладали кошти в модернізацію обладнання та збільшення обсягів видобутку.

### Інфраструктура
У 2010-х роках було реалізовано низку проєктів, спрямованих на покращення транспортної та соціальної інфраструктури:
- Реконструкція доріг, включаючи траси Київ-Харків
- Ремонт мостів і будівництво нових транспортних розв’язок.
- Модернізація закладів охорони здоров’я, шкіл і дитячих садків.

## Культурне життя

### Розвиток туризму
Полтавська область продовжувала бути культурним центром із багатою історичною спадщиною. Серед ключових туристичних об’єктів:
- Музей історії Полтавської битви;
- Диканька;
- Сорочинський ярмарок, який щорічно приваблював тисячі відвідувачів.

Крім того, область стала місцем проведення численних фестивалів, таких як:
- Фестиваль народної творчості у Великих Сорочинцях;
- Музичні та літературні заходи в Полтаві.

### Освіта та мистецтво
У Полтаві та інших містах області діяли численні заклади культури, включаючи театри, музеї та художні галереї. Університети Полтави випускали фахівців у сфері агропромисловості, медицини та IT.

## Соціальні зміни

### Волонтерський рух
Після початку війни на сході України Полтавська область активно долучилася до волонтерського руху. Було організовано численні гуманітарні ініціативи, спрямовані на підтримку військових і переселенців.

### Екологічні виклики
Збільшення обсягів агровиробництва та видобутку нафти й газу призвело до загострення екологічних проблем. Основні виклики:
- Забруднення водойм;
- Ерозія ґрунтів через інтенсивне сільське господарство;
- Нестача програм з утилізації відходів.

## Спорт
Полтавщина залишалася активним спортивним регіоном:
- ФК «Ворскла» здобув перемогу в Кубку України 2009 року та утримував високі позиції в національних змаганнях.
- Проводилися змагання з легкої атлетики, футболу та інших видів спорту на обласному та всеукраїнському рівнях.

## Пам'ятні події
- 2014 — участь Полтавщини у Революції Гідності та протидія сепаратизму.
- 2017 — завершення реконструкції ділянки траси Київ-Харків.
- 2019 — ювілейний Сорочинський ярмарок, присвячений 210-річчю Миколи Гоголя.

## Проблеми
Серед основних проблем десятиліття:
- Висока залежність регіону від сільськогосподарського та енергетичного секторів;
- Недостатнє фінансування закладів охорони здоров’я та освіти;
- Проблеми з утриманням дорожньої мережі в невеликих населених пунктах.